# Bitwa pod Massangano
Bitwa pod Massangano – starcie zbrojne, które miało miejsce w 1868.
W roku 1867 doszło do wybuchu buntu Mozambijczyków pod wodzą wodza Bongi przeciwko siłom portugalskim. W rok później wojskowa ekspedycja portugalska licząca 475 ludzi – Portugalczyków oraz Hindusów pod dowództwem płk. Guilherme de Vasconcelo – wyruszyła w kierunku Massangano, gdzie znajdowały się 2-tysięczne siły wojowników mozambickich. Portugalczycy rozpoczęli bitwę, ostrzeliwując z dział obóz Bongi. W odpowiedzi wojownicy podjęli bezskuteczne próby szturmu na wzgórza, gdzie ulokowane były stanowiska portugalskie. W tej sytuacji Bonga poprosił o pokój i rozpoczął negocjację. W trakcie rozmów wojownicy mozambiccy znienacka zaatakowali Portugalczyków zabijając 260 żołnierzy. Dowodzącemu siłami portugalskimi Vasconcelo udało się uciec wraz z resztą oddziału.